# Теобальд II (граф Шампані)
Теобальд (Тібо) II Великий (*Thibaut II el Gran, бл. 1090/1093 — 1152) — граф Шампані у 1125—1152 роках, граф Блуа і Шартра (як Теобальд IV) у 1102—1152 роках, граф Брі і Сансерра (Теобальд II) у 1125—1152 роках.

## Життєпис

### Граф Блуа
Походив з роду Блуа. Другий син Етьєна II, графа Блуа, та Аделі Нормандської (доньки короля Вільгельма I, короля Англії). Народився між 1090 та 1093 роками. Визначений спадкоємцем батька, оскільки його старший брат Вільгельм був душевно хворим. У 1102 році після загибелі батька у битві під Рамою в Палестині стає графом Блуа і Шартра. Перебував під опікою своєї матері до 1107 року, коли Теобальда висвячено на лицаря.
У 1107 році підтримав повстання проти Людовика, сина Філіппа I, короля Франції.  Під час руху на допомогу Гі де Рошфора зустрівся у битві при замку Гурне-сюр-Марн, де зазнав поразки. Після цього на деякий час перейшов на бік принца. Незабаром зазнав невдачі з іншим заколотником Гуго де пуасетом, після цього знову став на бік ворогів короля Франції. Але у битві при замку пуасет війська повсталих зазнали нищівної поразки. Теобальда було поранено, він замирився з принцом й перебрався до Шартру. Протягом 1108 року вирішував земельні справи з родичами, намагаючись ліквідувати анклави.
З 1111 року почалися погіршуватися стосунки з новим королем Людовиком VI. 1113 року уклав союз зі вуйком — Генріхом I, королем Англії. Разом з останнім та Гуго де Крепі того ж року завдав поразки королю Франції. 1114 року знову замирився з Людовиком VI. 1115 року рушив на допомогу Генріху I, який воював проти бунтівних баронів Нормандії, але біля Алансона зазнав поранення. Потім потрапив у полон до Вільгельма II, графа Невера, але швидко звільнився.
Протягом 1116—1119 року допомагав Естьєну, графу Мортену, зберегти графство Брі. 1118 року рушив на допомогу королю Генріху I, у якого стався конфлікт з Фулько V, графом Анжу. В результаті цього останній замирився з англійським королем. 1119 року спробував захопити Реймс, проте невдало.
У 1123 році одружився з Матильдою Каринтійською, донькою герцога Каринтії. 1124 року відмовився підтримати антипапу Григорія VIII, у відповідь Генріх V, імператор Священної Римської імперії, вдерся до північних районів Шампані. за цих обставин Теобальд замирився з королем Франції.

### Граф Шампані
У 1125 році після зречення стрийка Гуго I стає новим графом Шампані. 1127 року підтримав повстання сенашаля Етьєна де Гарланда проти короля Франції.
Завдяки зростанню впливу і своєї спритності, Теобальду II вдається взяти владу над значною частиною колишнього герцогства Шампань. Він стає сюзереном 5 васалів архієпископа Реймського, 5 васалів єпископа Лангрского і декількох — герцога Бургундії (зокрема, графа Жуан). Таким чином, він стає правителем великого феодального держави, столицею якої робить Труа. З цього моменту Теобальд II є одним з головних васалів корони, пфальцграфом і пером Франції.
1137 року надав допомогу своєму брату Стефану, який став новим королем Англії. Незабаром після цього у Теобальда II стався конфлікт з новим французьким королем Людовиком VII, який дозволив Раулю I, графу Вермандуа, розлучитися з Елеонорою, сестрою Теобальда II, й одружитися з Аделаїдою Петроніллою Аквітанською. 1141 року підтримав посланців папи римського під час їх суперечки з королем Людовиком VII щодо інвеститури єпископа Буржа.
У 1142 році розпочала війна між королем Франції та графом Шампані, коли перший підтримав зазіхання Еда (невизнаного сина Гуго I, графа Шампані). 1143 року королівські війська сплюндрували місто Вітрі. Війна тривала до 1144 року, коли було встановлено мир за посередництва Бернарда Клервоського.
У 1151 році за підбурюванням Генріха Плантагенета, графа Анжу, Теобальд II знову виступив проти короля Франції. Втім доволі швидко з ним замирився. Помер Теобальд II Великий 8 жовтня 1152 (за іншими даними 9 січня або 10 квітня 1152 року) . Владу успадкував старший син Генріх.

## Родина
Дружина — Маргарита, донька Енгельберта II Спонгейма, герцога Каринтії.
Діти:
- Генріх (1127—1181) — граф Шампані і Брі
- Марія (1128—1190) — дружина Еда II, герцога Бургундії
- Теобальд (1130—1191) — граф Блуа і Шартра
- Ізабела (1130—д/н) — дружина Рожера III, герцога Апулії
- Етьєн ((д/н—1191) — граф Сансерр
- Вільгельм (1135—1202) — архієпископ Реймсу у 1176—1202 роках
- Гуго — абат
- Матильда (д/н—1184) — дружина Ротру IV, графа де Ла Перш
- Агнес (д/н——1207) — дружина Рено II, графа Барського
- Аделаїда (1140—1206) — дружина Людовика VII, короля Франції
- Маргарита — черниця в Фонтевро

Бастард:
- Гуго (д/н-1171), абат в Ланьї